# 松月秀雄
松月 秀雄（まつづき ひでお、1892年9月18日 - 1993年3月31日）は、日本の教育学者。文学博士。東京理科大学学長。

## 経歴
1892年、福岡県糸島郡志摩村芥屋（現・糸島市志摩芥屋）の海徳寺住職であった松月元甫の子として生まれる。1911年、福岡県立中学修猷館、1914年、第一高等学校文科を経て、1917年、東京帝国大学文科大学哲学科（教育学）を卒業する。
成蹊学園教諭、旅順師範学堂教諭、旅順工科大学予科教授、京城第一公立高等普通学校教諭を経て、1924年、教育学の研究の為、ドイツのハンブルク大学に留学し、イギリス・フランス・アメリカを回って帰国。1926年、京城帝国大学教授に就任する。1942年、文学博士の学位を受け（論文タイトルは『明治以降の学校令に於ける皇国教学目的規定の変遷』）、京城帝国大学法文学部長に就任する。
戦後の1946年、京城帝国大学を退官後、九州大学法文学部嘱託となり、招かれて広島に移り、山陽高等学校、山陽商業学校、山陽女子高等学校の校長を務める。 1948年、東京理科大学教授となり、1953年5月、東京理科大学学長事務取扱に就任する。東京物理学園理事も務めている。1961年、日本大学教授、1965年、帝京大学教授を歴任する。

## 著作
- 『個性教育』, 教育研究会, 1926年